# Fati Abubakarová
Fati Abubakarová (nepřechýleně Fati Abubakar; * Maiduguri, Nigérie) je nigerijská fotoreportérka a dokumentární fotografka.

## Životopis
Abubakarová se narodila a vyrostla v Maiduguri v Nigérii.
Její práce byly publikovány v The New York Times, CNN Africa, BBC a Hlas Ameriky. Pracuje především na dokumentování útrap Borna, včetně povstání Boko Haram. Má projekt s názvem Bits of Borno.